# Grand Prix Włoch 1967
Grand Prix Włoch 1967 (oryg. Gran Premio d'Italia), Grand Prix Europy 1967 – 9. runda Mistrzostw Świata Formuły 1 w sezonie 1967, która odbyła się 10 września 1967, po raz 18. na torze Monza.
38. Grand Prix Włoch, 18. zaliczane do Mistrzostw Świata Formuły 1.

## Klasyfikacja
| Legenda oznaczeń w tabelach wyników Wyświetl szablon na nowej stronie | Legenda oznaczeń w tabelach wyników Wyświetl szablon na nowej stronie                                                                     |
| Oznaczenie                                                            | Wyjaśnienie |
| --------------------------------------------------------------------- | --- |
| Złoty                                                                 | Zwycięzca lub mistrzostwo |
| Srebrny                                                               | 2. miejsce lub wicemistrzostwo |
| Brązowy                                                               | 3. miejsce lub II wicemistrzostwo |
| Zielony                                                               | Ukończył, punktował (w klasyfikacji generalnej, gdy zdobył co najmniej jeden punkt na przestrzeni sezonu, poza trzema powyższymi opcjami) |
| Niebieski                                                             | Ukończył, nie punktował (w klasyfikacji generalnej, gdy nie zdobył co najmniej jednego punktu na przestrzeni sezonu)                      |
| Czerwony                                                              | Nie zakwalifikował się (NZ) |
| Czerwony                                                              | Nie prekwalifikował się (NPK) |
| Różowy                                                                | Nie ukończył (NU) |
| Różowy                                                                | Niesklasyfikowany (NS) (w klasyfikacji generalnej, gdy nie został sklasyfikowany w żadnym wyścigu sezonu)                                 |
| Czarny                                                                | Zdyskwalifikowany (DK) |
| Czarny                                                                | Wykluczony (WYK/EX) |
| Biały                                                                 | Nie wystartował (NW) |
| Biały                                                                 | Kontuzjowany (K/INJ) |
| Biały                                                                 | Wyścig odwołany (OD/C) |
| Bez koloru                                                            | Został wycofany (WYC/WD) |
| Bez koloru                                                            | Nie przybył (NP/DNA) |
| Bez koloru                                                            | Nie brał udziału w treningach (NT/DNP) |
| Bez koloru                                                            | Nie został zgłoszony (–) |
| Pogrubienie                                                           | Start z pole position |
| Kursywa                                                               | Najszybsze okrążenie wyścigu |
| †                                                                     | Nie ukończył, ale jego rezultat został zaliczony ze względu na przejechanie więcej niż 90% dystansu wyścigu.                              |
| *                                                                     | Sezon w trakcie |
| 1/2/3                                                                 | Punktowana pozycja w sprincie kwalifikacyjnym                                                                                             |
| Lista systemów punktacji Formuły 1                                    | |

| Poz. | Nr. | Kierowca            | Konstruktor     | Okrążeń | Czas/powód NU | Poz. start. | Punktów |
| ---- | --- | ------------------- | --------------- | ------- | ------------- | ----------- | ------- |
| 1    | 14  | John Surtees        | Honda           | 68      | 1:43:45.0     | 9           | 9       |
| 2    | 16  | Jack Brabham        | Brabham-Repco   | 68      | + 0.2         | 2           | 6       |
| 3    | 20  | Jim Clark           | Lotus-Ford      | 68      | + 23.1        | 1           | 4       |
| 4    | 30  | Jochen Rindt        | Cooper-Maserati | 68      | + 56.6        | 11          | 3       |
| 5    | 36  | Mike Spence         | BRM             | 67      | + 1 okrążenie | 12          | 2       |
| 6    | 32  | Jacky Ickx          | Cooper-Maserati | 66      | + 2 okrążenia | 15          | 1       |
| 7    | 2   | Chris Amon          | Ferrari         | 64      | + 4 okrążenia | 4           |         |
| NU   | 22  | Graham Hill         | Lotus-Ford      | 58      | Silnik        | 8           |         |
| NU   | 6   | Jo Siffert          | Cooper-Maserati | 50      | Wypadek       | 13          |         |
| NU   | 24  | Giancarlo Baghetti  | Lotus-Ford      | 50      | Silnik        | 17          |         |
| NU   | 4   | Bruce McLaren       | McLaren-BRM     | 46      | Silnik        | 3           |         |
| NU   | 26  | Joakim Bonnier      | Cooper-Maserati | 46      | Przegrzanie   | 14          |         |
| NU   | 34  | Jackie Stewart      | BRM             | 45      | Silnik        | 7           |         |
| NU   | 18  | Denny Hulme         | Brabham-Repco   | 30      | Przegrzanie   | 6           |         |
| NU   | 12  | Guy Ligier          | Brabham-Repco   | 26      | Silnik        | 18          |         |
| NU   | 38  | Chris Irwin         | BRM             | 16      | Wtrysk paliwa | 16          |         |
| NU   | 10  | Ludovico Scarfiotti | Eagle-Weslake   | 5       | Silnik        | 10          |         |
| NU   | 8   | Dan Gurney          | Eagle-Weslake   | 4       | Silnik        | 5           |         |

## Pole position
- Jim Clark – 1:28.5

## Najszybsze okrążenie
- Jim Clark – 1:28.5